# 2021年コングスベルグ襲撃事件
コングスベルグ襲撃事件（ - しゅうげきじけん）は、ノルウェーの町コングスベルグで2021年10月13日に発生した襲撃事件。容疑者が弓矢（アーチェリー）や鋭器で人々を襲い、5人が死亡。負傷者は当初2人だともされたが、その後は3人だとされている。殺された人々のうち4人は女性で1人が男性で、その年齢は50歳から70歳ほど。当初5人は弓矢で殺害されたと誤報が流れたが、事件から5日後の10月18日に、5人は鋭器で殺害された、と警察が情報を訂正した。

## 概要
事件が起きたコングスベルグはノルウェーの首都オスロから西南西方向に85kmほど離れた人口2万数千人程度の町。
一部で、警察は18時12分に、弓、および矢を入れた矢筒を肩にかけて歩いている男性がいることに一応気づいてはいた、とも指摘されている。だが他のほとんどの国と同様にノルウェーでも弓矢は「違法な武器」には分類されていない。自由に購入でき登録の必要もない。ただし使用する際は決められた場所に限る、と同国では定められている。
襲撃はコングスベルグ西部にあるスーパーマーケット「コープ・エキストラ」（Coop Extra）の店内で始まったとされる。負傷者のひとりは当時スーパーの店内にいた非番の警察官だという。
警察に襲撃の最初の通報があったのは18時13分ごろ。警察は第一報を受けるとすぐにパトロール中の警察官1名を襲撃現場に向かわせ、続いて他の警官3人も現場に向かわせた。
スーパー店内での襲撃後、容疑者は店外に出た。容疑者は第一報から6分後に現場に駆け付けた警官たちと向かいあう状態となった。だが警官に向かって何本か矢を放ち、逃走した。
その後、容疑者は襲撃を続け人々を殺した。警察によると、容疑者は逃走後どこかの時点で弓矢を捨てたか失ったらしく、その後に私有地や公共の場所で「鋭器」を使って5人を殺害した、とのことである。「鋭器」が具体的にどのような種類のものなのかについては警察は明かしていない。警察によると、弓矢で狙われた人々は2桁にのぼるのだが弓矢による死者は出なかったとのことである。
逃走からおよそ半時間後の18時47分、男は警察によって拘束された。
人々が容疑者により殺害されたのは、警官隊が現場に到着した後で、容疑者を拘束するまでの間だった、と警察署長は説明した。警察側は公共放送NRK（ノルウェー放送協会）に対し、襲撃は完全に無差別だったと思われる、と語り、容疑者は民家に押し入って住民を殺害しようとしたとみられる、とも語った。警察はノルウェー通信社（NTB）に対して、容疑者は弓矢以外の武器も使った、と述べた。
事件を目撃した女性が現地テレビ局TV2のインタビューに答えた話によると「現場付近で女性が身を潜めていた」「通りの角に男性が立っていて、矢の入った矢筒を肩にかけ、弓を手にしていた」「懸命に走る人々を見た。子供の手を握っている女性もいた」とのことである。
拘束された容疑者は、ドランメンの警察署に移送された。取り調べに協力的に応じているという。

## 容疑者と動機
容疑者は37歳。動機は2021年10月15日時点では明らかにされていない。
容疑者はデンマーク国籍。母親はデンマーク人で父親はノルウェー人。
警察は現地テレビ局TV2に対し、容疑者はコングスベルグの住人であり、警察に知られた存在だった、と話した。
容疑者は信仰をイスラム教に改めて、過激な傾向になっていた、ともされるが、治安当局のトップは記者会見で、容疑者が「最近は医療施設に出たり入ったりしていた」とも明かした。警察当局者は公共放送NRKの取材に対し、容疑者は精神鑑定を受けることになる、とした。
10月18日時点で警察当局が報道に説明したところによると犯行動機については「精神疾患が主な仮説であるのは変わらない」とのことであり、イスラム教への改宗が関連していたという説の妥当性は「弱まった」とのことであった。

## 事件に対する町の人々や政府の反応など
コングスベルグの住民らは大きな衝撃を受けた。町の中心的な広場では半旗が掲げられ、花々や被害者をしのぶ品々などが置かれた。カリ・アンネ・サンド町長は、取材に対し、同町は「まったく普通の人たちが暮らす、まったく普通のコミュニティーだ」と述べ、「このひどく悲劇的な状況に誰もが大きな衝撃を受けている」とも語った。
エルナ・ソルベルグ首相は事件報道を受けて「恐ろしい」と述べた。
ノルウェー警察は国内の全警官に銃器を携行し特別警戒に当たるよう指示した。だが国内の「警戒レベル」を上げることまではしなかった。
ノルウェーでは2011年7月に極右過激派の男がウトヤ島で若者ら77人を殺害する事件が起きており（ノルウェー連続テロ事件）、今回の事件は、それ以降として最も死者が多い事件となった。